# Absatzförderungsfonds der deutschen Land- und Ernährungswirtschaft
Der Absatzförderungsfonds der deutschen Land- und Ernährungswirtschaft (kurz: Absatzfonds) war 1969 als deutsche Anstalt des öffentlichen Rechts nach Verabschiedung des Absatzfondsgesetzes gegründet worden, um über eine zentrale Absatzförderung die Wettbewerbsfähigkeit und die Erlössituation der deutschen Land- und Ernährungswirtschaft zu verbessern. Er unterstand der Aufsicht durch das Bundesministerium für Ernährung, Landwirtschaft und Verbraucherschutz. Die Anstalt wurde zum 31. Mai 2011 aufgelöst. Vorausgegangen war ein Urteil des Bundesverfassungsgerichtes, das entscheidende Teile der Regelungen zur Finanzierung des Absatzfonds als unvereinbar mit dem Grundgesetz und damit als nichtig erkannt hatte. (siehe auch Abschnitt Rechtsfragen).

## Aufgaben
Der Absatzfonds hatte den im Gesetz formulierten Zweck, den Absatz und die Verwertung von Erzeugnissen der deutschen Land- und Ernährungswirtschaft durch Erschließung und Pflege von Märkten im In- und Ausland zentral zu fördern. Dabei sollte er auf eine Verbesserung der Qualität und Sicherheit der Erzeugnisse hinwirken sowie in jüngerer Zeit auch Belange des Verbraucher-, Tier- und Umweltschutzes berücksichtigen. Zur Durchführung dieser Aufgabe sollte er eine zentrale Einrichtung der Wirtschaft nutzen, die für deutsche Waren Gemeinschaftsmarketing betreibt, jedoch selbst keine Waren zu Erwerbszwecken vermarktet; dazu bediente der Absatzfonds sich der CMA. Zur Umsetzung dieser Aufgabe durch Förderung der Markttransparenz sollte er sich einer besonderen Unternehmung bedienen, wozu dann die ZMP GmbH, Bonn, eingesetzt war.
Der Absatzfonds erhob Abgaben bei den Herstellerbetrieben, die er über die Bundesanstalt für Landwirtschaft und Ernährung bei oft sogenannten Flaschenhalsbetrieben (z. B. Molkereien, Schlachtereien, Mühlen) einziehen ließ. In der Produktgruppe der Molkereien/Milch erfolgte der Einzug zum Teil auch durch die in den Bundesländern für die Erhebung der Umlage nach dem Milch- und Fettgesetz zuständigen Behörden. CMA und ZMP wurden überwiegend durch den Absatzfonds finanziert. Von den Gesamtausgaben des Absatzfonds in Höhe von etwa 100 Mio. Euro jährlich entfielen ca. 90 % auf die CMA und ca. 10 % auf die ZMP.

## Organe
Der Absatzfonds verfügte über die Organe
- Vorstand und
- Verwaltungsrat

Der Vorstand bestand aus einem hauptamtlichen, geschäftsführenden Vorstand und zwei vom Verwaltungsrat gewählten ehrenamtlichen Vorstandsmitgliedern.
Im Verwaltungsrat waren Mitglieder der Bundestagsfraktionen sowie Vertreter folgender Interessengruppen bzw. Organisationen vertreten:
- Zentralausschuss der deutschen Landwirtschaft
- Bundesvereinigung der deutschen Ernährungsindustrie
- Zentralverband des Deutschen Handwerks
- Bundesverband des deutschen Groß- und Außenhandels
- Bundesverband des Deutschen Lebensmittelhandels
- Verbraucherzentrale Bundesverband
- Aufsichtsrat der CMA (Centrale Marketing-Gesellschaft der deutschen Agrarwirtschaft mbH)
- Ökologischer Landbau
- Tierschutz
- Umweltschutz
- Bundesministerium für Ernährung, Landwirtschaft und Verbraucherschutz
- Bundesministerium für Wirtschaft und Technologie
- Bundesministerium der Finanzen

Um die entsprechende Ergänzung des Absatzfondsgesetzes durch die rot-grüne Bundesregierung zur Entsendung von Tier- und Umwelt- und Verbraucherschützern gab es im Jahr 2002 eine heftige Kontroverse, da diese Gruppen nicht zur Finanzierung des Absatzfonds beitrugen.

## Abgaben
Von 1994 bis 2009 galten folgende Abgabebeträge:
| Beitragspflichtige Betriebe      | Produkte                             | Beitragssatz in Euro |
| -------------------------------- | ------------------------------------ | -------------------- |
| Zuckerfabriken                   | je 1.000 kg aufgenommene Rüben       | 0,16                 |
| Mühlen                           | je 1.000 kg vermahlenes Brotgetreide | 0,48                 |
| Brauereien                       | je 1.000 kg verwendetes Malz         | 0,61                 |
| Obst, Gemüse, Kartoffeln         | je 100 Euro aufgenommene Ware        | 0,40                 |
| Molkereien                       | je 1.000 kg angelieferte Milch       | 1,22                 |
| Eierpackstellen                  | je 1.000 verpackte Eier              | 0,30                 |
| Geflügelschlachtereien           | je 100 kg Lebendgewicht              | 0,36                 |
| Schlachtereien                   | je Rind                              | 2,04                 |
| Schlachtereien                   | je Schwein                           | 0,51                 |
| Schlachtereien                   | je Schaf                             | 0,30                 |
| Ölmühlen                         | je 1.000 kg Raps/Rübsensamen         | 0,71                 |
| Ölmühlen                         | je 1.000 kg Sonnenblumenkerne        | 0,81                 |
| Blumen, Zierpflanzen und Gehölze | je genutzte Flächeneinheit           | 0,06                 |

## Rechtsfragen
Bei den Beiträgen handelte es sich im rechtlichen Sinne um temporäre Sonderabgaben. Das Verwaltungsgericht Köln hatte diese Sonderabgabe 2006 in Frage gestellt und dem Bundesverfassungsgericht zur Prüfung vorgelegt.
Die Problematik wurde in einer Kettenreaktion durch ein Urteil des EuGH aus 2002 ausgelöst.
- Dieses hatte es CMA und Absatzfonds untersagt, deutsche Produkte mit Verweis auf das Ursprungsland in der bisherigen Form zu bewerben, dies diskriminiere Produkte anderer EU-Länder.
- Durch die Bewerbung aller Produkte einer Gattung „z.B. Milch“ werden aber nun auch importierte Produkte mit beworben. Damit könnte laut Verwaltungsgericht Köln die Gruppennützigkeit entfallen sein.
- Die gruppennützige Verwendung des Geldes ist wiederum die Voraussetzung für die verfassungsgemäße Erhebung einer Sonderabgabe bei deutschen Herstellern.

Nachdem der Kölner Beschluss vorlag, hatte der Genossenschaftsverband Norddeutschland im August 2006 in einem Rundschreiben seine Mitglieder über die Möglichkeit der Einlegung von Widersprüchen informiert. Der Genossenschaftsverband Norddeutschland repräsentiert einen wichtigen Teil des Gesamtaufkommens des Absatzfonds. Mitglieder des GVN sind unter anderem Nordmilch mit einem geschätzten Beitragsvolumen von 4 Mio. Euro, die hinter der Geflügelmarke Wiesenhof stehende PHW-Gruppe sowie der größte Teil der deutschen Schweinehalter-Betriebe. Nachdem ein Teil der Beitragszahler nur noch unter Vorbehalt Beiträge abführte, musste der Absatzfonds einen wesentlichen Teil seiner Mittel als Rückstellungen zurückhalten, für den Fall, dass er sie später einmal an diese Beitragszahler zurückzahlen muss. Sie standen daher nicht mehr für CMA und ZMP in dem gewohnten Umfang zur Verfügung.
Laut DBV Antwort vor dem Ernährungsausschuss des Bundestags am 7. März 2007 lagen per 31. Dezember 2006 Widersprüche gegen die Beitragsbescheide des Absatzfonds in Höhe von ca. 37. Mio. Euro für das Jahr 2006 vor. Dies waren nominal ca. 40 % der Mittel, die vereinnahmt wurden. Berücksichtigt man aber die Tatsache, dass der Beschluss des Verwaltungsgerichts Köln – aufgrund dessen erst viele sog. „Flaschenhalsbetriebe“ Widerspruch gegen die Bescheide einlegten – erst im 2. Halbjahr 2006 bekannt wurde, sind mehr als 75 % des Volumens des Beitragsaufkommens in Widerspruch gegangen, da die Beitragsbescheide nicht p. a., sondern monatlich bzw. halbjährlich erstellt wurden.
Mit am 3. Februar 2009 verkündetem Urteil aufgrund der mündlichen Verhandlung vom 17. September 2008 wurde durch das Bundesverfassungsgericht festgestellt, dass die Regelungen des Absatzfondsgesetzes seit dem 1. Juli 2002 mit dem Grundgesetz unvereinbar und nichtig sind.

## Weitere Fonds
Neben dem Absatzfonds existieren für die vom Absatzfonds nicht betreuten Produktgruppen zwei weitere Fonds, die sich ähnlich wie der Absatzfonds aus Sonderabgaben finanzieren:
- Deutscher Weinfonds,
- Holzabsatzfonds.